# Lucky Star (manga)
Lucky Star (らき☆すた?, Raki☆Suta, lett. "Stella fortunata") è un manga scritto e disegnato dal Kagami Yoshimizu, pubblicato dalla Kadokawa Shoten nella rivista Comptiq, per un totale attuale di 10 tankōbon.
Nel 2007 viene prodotta una serie televisiva anime da parte della Kyoto Animation, a cui seguiranno una serie di light novel, pubblicata dal 1º settembre 2007 al 1º ottobre 2008 e diversi videogiochi, l'ultimo dei quali è uscito il 24 gennaio 2008.
L'anime, andato in onda dall'8 aprile al 16 settembre 2007, conta 24 puntate ed è stato trasmesso a livello regionale a differenti orari prima dalla Chiba TV e successivamente da altre emittenti quali KBS Kyoto o la Tokyo MX TV. La serie animata contiene diverse aggiunte caratteristiche, comprese le varie citazioni ad altre opere della Kyoto Animation e, in particolare, alla serie di grande successo del 2006 La malinconia di Haruhi Suzumiya. Alla fine di ogni puntata, prima dei titoli di coda, venne creato anche il Lucky Channel, un miniprogramma fittizio di un paio di minuti riguardante la serie.
Il 26 settembre 2008 è stato realizzato un OAV ispirato alla serie, prodotto sempre dalla Kyoto Animation.
Il 12 luglio 2009 un disegno di Naru Nanao su Kagami Hiiragi è stato battuto all'asta via Internet da Yahoo! Japan e venduto al prezzo finale di 1.311.000 yen.

## Trama
Lucky Star è un'opera che non ha una vera e propria trama di fondo, ma si limita a raccontare la vita scolastica di un gruppo di studentesse, presentando per ogni episodio molteplici sketch piuttosto brevi, la maggior parte delle volte senza alcun collegamento tra loro.
Ciò che lega la narrazione sono più che altro i personaggi della storia, inizialmente soltanto quattro, e i loro problemi quotidiani con la scuola e nella vita privata. Ad esempio Konata sarà la versione femminile dello stereotipo giapponese dell'otaku e si comporterà di conseguenza, infarcendo le conversazioni di rimandi ad anime e videogiochi.
Nell'anime, alla fine di ogni episodio, viene presentato una specie di programma televisivo all'interno dell'anime, il "Lucky Channel", condotto da un'idol dalle fattezze infantili apparentemente candida, Akira Kogami, e il suo assistente Shiraishi Minoru. Si tratta di un siparietto foriero di gag, che spesso menzionerà gli stessi personaggi dell'anime e tutti i "messaggi inviati dai fan" della serie come se si trattasse di un reale programma televisivo mandato in onda dopo l'anime.

## Personaggi

Da sinistra: Miyuki, Konata, Kagami e Tsukasa

Konata Izumi (泉 こなた?, Izumi Konata)
Doppiata da: Aya Hirano (ed. giapponese)  Anna Mazza (ed. italiana)
Odia studiare e aspetta l'ultimo minuto per farlo, ritrovandosi solitamente a dover copiare i compiti da Kagami, l'unica tra le amiche che adora provocare. Vive con il padre dopo la morte della madre e grazie a lui è diventata una grande otaku; adoratrice degli anime, gioca in continuazione con videogiochi che spaziano dai MMORPG ai giochi per adulti, ed è una accanita lettrice di manga, anche se non sopporta però le light novel, e colleziona qualsiasi cosa a loro correlata. Compra i pacchi di carte da collezione sempre per tre.
Kagami Hiiragi (柊 かがみ?, Hiiragi Kagami)
Doppiata da: Emiri Katō (ed. giapponese) Domitilla D'Amico (ed. italiana)
È la sorella gemella di Tsukasa, ed è la ragazza più responsabile del gruppo. Studia molto e aiuta sempre le compagne, anche permettendo loro di copiare. Si preoccupa sovente della propria linea, argomento su cui si accanisce sempre con Konata, assieme alla presunta "irascibilità" della ragazza. È l'unica del gruppo ad essere suo malgrado in una classe differente.
Tsukasa Hiiragi (柊 つかさ?, Hiiragi Tsukasa)
Doppiata da: Kaori Fukuhara (ed. giapponese) Loretta Di Pisa (ed. italiana)
La sorella gemella di Kagami, è totalmente il suo opposto. Dormigliona, sbadata, colleziona voti piuttosto bassi a scuola ed è costretta ogni volta a chiedere aiuto alla sorella. Ad ogni modo è molto cordiale e amichevole, oltre che un po' timida e gentile, tanto da sembrare più giovane della sorella.
Miyuki Takara (高良 みゆき?, Takara Miyuki)
Doppiata da: Aya Endō (ed. giapponese) Letizia Ciampa (ed. italiana)
Molto intelligente, carina e proveniente da una famiglia agiata, Miyuki è molto sviluppata fisicamente (tanto da sembrare più grande delle altre) e questo provoca una certa invidia in Konata, che ad ogni modo la trova molto affascinante per via del fatto che la ragazza rappresenta il classico stereotipo della dolce occhialuta dei manga. La definisce un esempio vivente di moe. È forse anche più brava a scuola di Kagami, anche se un po' sbadata, ed è estremamente gentile ed educata.

## Media

### Manga
La versione manga di Lucky Star è un fumetto di tipo yonkoma, la cui serializzazione è iniziata a gennaio 2004 sulla rivista Comptiq della Kadokawa Shoten. Il primo volume tankōbon è stato pubblicato il 6 gennaio 2005, e al 2013, si è arrivati a dieci volumi. Oltre che su Comptiq, il manga è comparso anche il altre riviste della Kadokawa come Shōnen Ace, Newtype, CompAce, Dragon Magazine, Mobile Newtype e Kadokawa Hotline per vari periodi di tempo. Il manga è stato licenziato dalla Bandai Entertainment per essere pubblicato sul mercato in lingua inglese. Esiste anche uno speciale intitolato Lucky Star Pocket Travelers, in cui le quattro protagoniste sono state ridotte in formato mignon.

#### Volumi
| Nº | Data di prima pubblicazione | Data di prima pubblicazione | Data di prima pubblicazione |
| Nº | Giapponese                  | Giapponese                  |                             |
| -- | --------------------------- | --------------------------- | --------------------------- |
| 1  | 6 gennaio 2005              | ISBN 978-4-04-853806-0      |                             |
| 2  | 5 agosto 2005               | ISBN 978-4-04-853903-6      |                             |
| 3  | 5 luglio 2006               | ISBN 978-4-04-853978-4      |                             |
| 4  | 5 aprile 2007               | ISBN 978-4-04-853978-4      |                             |
| 5  | 5 settembre 2007            | ISBN 978-4-04-854125-1      |                             |
| 6  | 5 settembre 2008            | ISBN 978-4-04-854212-8      |                             |
| 7  | 8 ottobre 2009              | ISBN 978-4-04-854383-5      |                             |
| 8  | 7 ottobre 2010              | ISBN 978-4-04-854546-4      |                             |
| 9  | 19 dicembre 2011            | ISBN 978-4-04-120039-1      |                             |
| 10 | 9 novembre 2013             | ISBN 978-4-04-120906-6      |                             |

### Videogiochi
Un videogioco, intitolato Lucky Star Moe Drill (らき☆すた 萌えドリル?, Raki☆Suta Moe Doriru), è stato pubblicato il 1º dicembre 2005 per Nintendo DS. Una versione ad edizione limitata contenenti numerosi extra è stata commercializzata con l'etichetta "DX Pack" contemporaneamente all'edizione regolare. Un sequel, intitolato Shin Lucky Star Moe Drill: Tabidachi (真・らき☆すた 萌えドリル~旅立ち~?, Shin Raki☆Suta Moe Doriru ~Tabidachi~) è stato invece pubblicato il 24 maggio 2007. Entrambi i titoli sono dei quiz su vari soggetti, in cui il giocatore sfida uno dei personaggi della serie.
La Kadokawa Shoten ha inoltre prodotto una visual novel per PlayStation 2 intitolata Lucky Star: Ryōō gakuen ōtōsai (らき☆すた ～陵桜学園 桜藤祭～?, Raki☆Suta ~Ryōō gakuen ōtōsai~) pubblicata in Giappone il 24 gennaio 2008, e in seguito resa disponibile anche per PlayStation Portable nel 2010. Infine un simulatore di vita per PSP intitolato Lucky Star: Net Idol Meister (らき☆すた ネットアイドル・マイスター?, Raki☆Suta Netto Aidoru Maisutā) è stato pubblicato il 24 dicembre 2009.

### Anime

Logo della serie

L'anime Lucky Star, prodotto dalla Kyoto Animation, è stato trasmesso dall'8 aprile al 16 settembre 2007, per un totale di ventiquattro episodi. Dopo i primi quattro episodi, il regista della serie Yutaka Yamamoto è stato rimosso dalla propria posizione e conseguentemente sostituito da Yasuhiro Takemoto. La ragione data per questa scelta è stata: "La nostra compagnia ha determinato che il regista di Lucky Star—Yutaka Yamamoto—non ha ancora raggiunto lo standard di regia, quindi abbiamo deciso di cambiarlo".
Verso la fine di ogni episodio, viene trasmesso un segmento chiamato Lucky Channel condotto da Akira Kogami, e dal suo assistente Minoru Shiraishi. L'umorismo di questo segmento assume un tono decisamente più scuro, meschino, cinico e maturo rispetto allo show principale, nella forma di un infomercial, che sfiora alcuni dei personaggi che appaiono nell'anime, ma si occupa principalmente della relazione fra Akira e Minoru, progressivamente sempre più violenta e a base di abusi. Akira finge di essere la tipica ragazza kawaii davanti alle telecamere, salvo diventare perpetuamente annoiata e di pessimo umore, non appena finiscono le trasmissioni. L'anime prevede piccole apparizioni di alcuni doppiatori oltre a Shiraishi. Fra questi: Yūko Gotō, Minori Chihara, Tomokazu Sugita, Daisuke Ono e Aya Hirano, tutti doppiati da se stessi.

#### Episodi
| Nº                                               | Titolo italiano (traduzione letterale) Giapponese 「Kanji」 - Rōmaji | In onda           | In onda |
| Nº                                               | Titolo italiano (traduzione letterale) Giapponese 「Kanji」 - Rōmaji | Giapponese        |         |
| Inizio e secondo anno di liceo (12 episodi)      | |                   |         |
| 1                                                | La ragazza dallo scatto in avanti 「つっぱしる女」 - Tsuppashiru onna | 8 aprile 2007     |         |
| 2                                                | Il frutto del duro lavoro 「努力と結果」 - Doryoku to kekka | 15 aprile 2007    |         |
| 2                                                | Nelle classi si svolgono gli esami, Konata li supera perché ha studiato all'ultimo minuto. Konata rivela a Tsukasa e a Kagami che ha cominciato a lavorare in un Cosplay Cafè. |                   |         |
| 3                                                | Tipi differenti di persone 「いろいろな人たち」 - Iroiro na hitotachi | 22 aprile 2007    |         |
| 4                                                | Problemi di motivazione 「やる気の問題」 - Yaruki no mondai | 29 aprile 2007    |         |
| 5                                                | Tiratore famoso 「名射手」 - Meishashu | 6 maggio 2007     |         |
| 6                                                | Eventi estivi 「夏の定番」 - Natsu no teiban | 14 maggio 2007    |         |
| 7                                                | Image 「イメージ」 - Imēji | 21 maggio 2007    |         |
| 8                                                | Non c'è bisogno di me per vincere 「私じゃなくても旺盛」 - Watashi ja nakute mo ōsei | 28 maggio 2007    |         |
| 9                                                | Come un'impressione 「そんな感覚」 - Sonna Kankaku | 4 giugno 2007     |         |
| 10                                               | Aspirazione 「願望」 - Ganbō | 11 giugno 2007    |         |
| 11                                               | I molti modi di festeggiare la Vigilia di Natale 「いろんな聖夜の過ごし方」 - Ironna Seiya no sugoshikata | 17 giugno 2007    |         |
| 12                                               | Andiamo al festival 「お祭りへ行こう」 - O-matsuri e ikō | 24 giugno 2007    |         |
| 12                                               | Konata porta Tsukasa e Kagami ad un festival per otaku. |                   |         |
| Ultimo anno di liceo e nuove amiche (13 episodi) | |                   |         |
| 13                                               | Un giorno saporito 「おいしい日」 - Oishii hi | 1º luglio 2007    |         |
| 13                                               | Konata, Tsukasa, Kagami e Miyuki si scambiano regali amicali di San Valentino. |                   |         |
| 14                                               | Sotto un unico tetto 「ひとつ屋根の下」 - Hitotsu yane no shita | 8 luglio 2007     |         |
| 14                                               | La cugina di Konata, Yutaka, entra a far parte della scuola. La cugina fa amicizia con Iwasaki. |                   |         |
| 15                                               | Non posso cambiare così in fretta 「いきなりは変われない」 - Ikinari wa kawarenai | 15 luglio 2007    |         |
| 16                                               | Ring 「リング」 - Ringu | 22 luglio 2007    |         |
| 16                                               | Tsukasa, Kagami e Miyuki vanno a trovare Konata al lavoro e conoscono Patricia. |                   |         |
| 17                                               | Sotto il sole 「お天道様のもと」 - O-tento-sama no moto | 29 luglio 2007    |         |
| 17                                               | Il padre di Konata, Yukata e Yui preparano una festa a sorpresa per il compleanno di Konata, però ricevono una chiamata di quest'ultima,che dice che rimane a festeggiare al lavoro. Intanto, Kagami litiga con una sua sorella maggiore perché Kagami non è andata a comprare degli ingredienti per la cena (infatti Tsukasa si era scordata di dirglielo), perché i loro genitori sono partiti per un viaggio, dopo aver preparato la cena, i loro genitori tornano perché avevano sbagliato data, e così Kagami si riappacifica con una delle sue sorelle maggiori. |                   |         |
| 18                                               | A ognuna il suo 「十人十色」 - Jūnintoiro | 5 agosto 2007     |         |
| 19                                               | La 2-D ha sostanza 「二次に本質あり」 - Niji ni honshitsu ari | 12 agosto 2007    |         |
| 19                                               | Yukata e Iwasaki cominciano a frequentarsi con Patricia(compagna di lavoro di Konata) e Tomura.Visitano un negozio manga e,Yukata e Iwasaki, scoprono che Tomura disegna dei Yonkoma e della storie sentimentali. Minoru viene mandato da Akira in escursione al monte Fuji per prenderle dell'acqua fresca. |                   |         |
| 20                                               | Come trascorrere l'estate 「夏の過ごし方」 - Natsu no sugoshikata | 19 agosto 2007    |         |
| 20                                               | Konata, Tsukasa, Kagami, Miyuki, Yukata, Iwasaki, Patricia e Tomura vanno al festival dei fuochi d'artificio, però prima si incontrano a casa di Miyuki e scoprono che la vicina di casa di Miyuki è Iwasaki. Dopo la visione dei fuochi d'artificio vengono punte da alcune zanzare, tranne Yukata e Iwasaki. Shiraishi Minoru in questo episodio è stato momentaneamente sostituito da Ono Daisuke. |                   |         |
| 21                                               | Il vaso di Pandora 「パンドラの箱」 - Pandora no hako | 26 agosto 2007    |         |
| 21                                               | Arriva Settembre e mentre stanno studiando, Konata, Tsukasa, Kagami e Miyuki discutono. Intanto Tomura cerca di ricordarsi le idee che ha immaginato per un fumetto, non riuscendosi. Konata, Tsukasa, Kagami e Miyuki vanno in gita a Kyoto e a Nara. Shiraishi Minoru torna al Lucky Channel, dalla sua escursione al monte Fuji e distrugge tutto il set del Lucky Channel. |                   |         |
| 22                                               | Quaggiù 「ここにある彼方」 - Koko ni aru kanata | 2 settembre 2007  |         |
| 22                                               | Il padre di Konata parla a Konata della madre di quest'ultima, Kanata. |                   |         |
| 23                                               | Una linea sottile 「微妙なライン」 - Bimyō na rain | 9 settembre 2007  |         |
| 24                                               | TBA 「未定」 - Mitei | 16 settembre 2007 |         |
| OAV                                              | Studentesse di Liceo 「らき☆すた」 - Raki☆Suta | 26 settembre 2008 |         |
| OAV                                              | Il cane di Minami sotterra i cibi e non mangia e questo crea preoccupazione nella sua padrona. Konata gioca a Tower of Druaga con la Prof. Kuroi, Kagami e Tsukasa. Kagami, in un sogno, si ritrova a vestire i panni di una Cenerentola un po' anomala (cosplay di Hatsune Miku) e in questa versione parodistica della celebre fiaba viene affiancata dalla "streghetta" (cosplay di Haruhi Suzumiya), più che fata madrina, Konata, la quale con molta astuzia la convincerà ad andare al ballo del principe Misao, mettendola per di più in forte imbarazzo durante il finale del sogno. Tsukasa cerca di sconfiggere sua sorella Kagami a una partita di pallavolo. Miyuki racconta alla madre di quando, durante una lezione di orienteering, si sia persa con Konata, Kagami e Tsukasa. Konata porta Kagami, Tsukasa e Miyuki ad un negozio di animali per vedere un gatto e, dopo aver visto dei Pekopon, si trasformano in rane. Meito Anisawa cerca di vendere qualcosa a Konata in Tower of Druaga, però quest'ultima è AFK. Nell'OAV il Lucky Channel è in live action. |                   |         |

#### Sigle
Sigla di apertura
Motteke! Sailor Fuku (もってけ！セーラーふく?, Motteke! Sailor Fuku, Prendete! Uniformi alla marinara)
Cantata da Aya Hirano, Emiri Katou, Kaori Fukuhara e Aya Endo
La sigla di apertura è unica per tutto l'anime. Viene cantata dalle doppiatrici delle quattro protagoniste dell'opera. La sua nascita e il suo utilizzo viene narrato nell'ultimo episodio della serie.
Sigla di chiusura
Diversamente dagli altri anime, la sigla finale di Lucky Star è sempre diversa ad ogni episodio. Per i primi 12 episodi vengono cantate dalle quattro protagoniste famose canzoni di anime datati o recenti, assieme anche a canzoni tipiche di live action o drama. A partire dal 13º episodio la sigla finale viene cantata dai doppiatori dei due protagonisti del "Lucky Channel", in particolare da Minoru Shiraishi, mentre il video riprende il cantante durante improvvisate coreografie demenziali.
1. Space Ironmen Kyodyne (宇宙鉄人キョーダイン?, Uchū Tetsujin Kyōdain) - sigla di apertura di Space Ironmen Kyodyne
2. It's a Victory! Akumaizer 3 (勝利だ!アクマイザー3?, Shōri da! Akumaizā 3) - sigla di apertura di Akumaizer 3
3. That's Love, Right? (それが、愛でしょう?, Sore ga, Ai deshō) - sigla di apertura di Full Metal Panic? Fumoffu
4. Sailor Suit and Machine Gun (セーラー服と機関銃?, Sērā Fuku to Kikanjū) - sigla di apertura di Sailor Suit and Machine Gun
5. Cha-La Head-Cha-La - sigla di apertura di Dragon Ball Z
6. Valentine Kiss (バレンタイン・キッス?, Barentain Kissu) - Singolo di Sayuri Kokusho del 1986
7. Earthly Stars (地上の星?, Chijō no Hoshi) - sigla di apertura della serie di documentari Project X: Challengers
8. Monkey Magic (モンキーマジック?, Monkī Majikku) - sigla di apertura del programma televisivo Monkey
9. Embraced by the Wintry Wind (木枯らしに抱かれて?, Kogarashi ni Dakarete) - singolo di Kyōko Koizumi
10. I'm Proud (アイム・プラウド?, Aimu Puraudo) - singolo di Tomomi Kahala
11. Doraemon's Song (ドラえもんのうた?, Doraemon no Uta) - sigla di apertura di Doraemon
12. Makenaide (負けないで?, Makenaide) - singolo di Zard
13. My Forgotten Thing (俺の忘れ物?, Ore no Wasuremono) - Brano musicale originale
14. Hare hare yukai (ハレ晴レユカイ?, Hare Hare Yukai) - sigla di chiusura di La malinconia di Haruhi Suzumiya
15. The Minoru Legend of Love (恋のミノル伝説?, Koi no Minoru Densetsu) - brano della colonna sonora di La malinconia di Haruhi Suzumiya
16. The Cape of Age Thirty (三十路岬?, Misoji Misaki) - Brano musicale originale
17. Take It! Sailor Uniform Vague Sunshine ver. ((もってけ!セーラーふく (曖昧サンシャインver.), Motteke! Sērāfuku (Aimai Sanshain ver.)?) - parodia della sigla di apertura Motteke! Sailor Fuku
18. Kaorin's Theme (かおりんのテーマ?, Kaorin no Tēma) - Brano musicale originale
19. A Man's Way of Life (男の生き様?, Otoko no Ikizama)
20. Son-in-law Rumba (お婿ルンバ?, Omuko Runba) - parodia di Daughter-in-law Samba (お嫁サンバ?, Oyome Sanba) di Hiromi Gō
21. Shikaider's Song (シカイダーの唄?, Shikaidā no Uta) - Brano musicale originale
22. My Beloved Santa Monica (我が愛しのサンタモニカ?, Waga Itoshi no Santa Monika)
23. Mikuru Transforms! And Fights! (ミクル変身!そして戦闘!?, Mikuru Henshin! Soshite Sentō!) - Musica di sottofondo di La malinconia di Haruhi Suzumiya
24. Love is a Boomerang (愛はブーメラン?, Ai wa Būmeran) - sigla di chiusura di Lamù - Beautiful Dreamer

### CD
Un drama CD di Lucky Star opportunamente intitolato Drama CD Lucky Star, è stato pubblicato il 24 agosto 2005 dalla Frontier Works. La colonna sonora del videogioco, intitolata Lucky Star vocal mini albu] è stata pubblicata il 22 dicembre 2005. Il singolo contenente la sigla d'apertura Motteke! Sailor Fuku è stato pubblicato il 23 maggio 2007. Un album contenente le prime dodici sigle di chiusura intitolato Lucky Star Ending Theme Collection è stato pubblicato l'11 luglio 2007 dalla Lantis. Un maxi single intitolato Aimai Net Darling (曖昧ネットだーりん?, Aimai Netto Daarin) contenente due canzoni di Hiromi Konno nei panni di Akira Kogami e Minoru Shiraishi è stato pubblicato il 25 luglio 2007. Un remix di Motteke! Sailor Fuku è stato pubblicato l'8 agosto 2007 dalla Lantis. Il 29 agosto 2007 sono stati pubblicati altri due album: Misoji Misaki di Hiromi Konno nei panni di Akira Kogami, e Cosplay It! Oh My Honey, di Aya Hirano nei panni di Konata e Nozomi Sasaki nei panni di Patricia. Un album chiamato Shiraishi Minoru no Otoko no Rarabai contenente le sigle di chiusura cantate da Minoru Shiraishi dall'episodio tredici in avanti è stato pubblicato il 10 ottobre 2007. Fra il 2007 e il 2008 sono stati inoltre pubblicati tredici album contenenti character song delle varie protagoniste.
Un album intitolato Lucky Star BGM & Radio Bangumi "Lucky Channel" no Digest o Shūroku Shita Special CD 1 è stato pubblicato insieme alla prima uscita della serie in DVD il 22 giugno 2007. L'album contiene le background music dell'anime, realizzate dal compositore Satoru Kōsaki, insieme ad alcuni audio drama originali con Hiromi Konno nei panni di Akira Kogami e Minoru Shiraishi. Un altro album simile è stato pubblicato con il secondo DVD il 27 luglio DVD on July 27. Il terzo volume è stato pubblicato il 24 agosto, il quarto il 28 settembre, il quinto il 26 ottobre, il sesto il 27 novembre mentre l'ottavo e l'ultimo il 21 dicembre.

### Light novel
Sono state pubblicate tre light novel basate dalla serie, pubblicate dalla Kadokawa Shoten sotto l'etichetta della Kadokawa Sneaker Bunko. I romanzi sono scritti da Tōka Takei con le illustrazioni dell'autore originale di Lucky Star Kagami Yoshimizu. Il primo romanzo, Lucky Star: Lucky Star Murder Case (らき☆すた らき☆すた殺人事件?, Raki☆Suta Raki☆Suta Satsujin Jiken), è stato pubblicato il 1º settembre 2007. Il secondo romanzo, Lucky Star: Lucky Star Online (らき☆すた らき☆すたオンライン?), è stato pubblicato il 1º marzo 2008, mentre il terzo, Lucky Star Super Dōwa Taisen (らき☆すた スーパー童話大戦?), è stato pubblicato il 1º ottobre 2008.

### Concerto
Un concerto dal vivo si è tenuto il 29 marzo 2009 presso il Budokan intitolato "Lucky Star in Budokan: Anata no Tame dakara" (らき☆すた in 武道館 ~あなたのためだから~?). Durato quattro ore e quaranta minuti, il concerto vedeva protagoniste le varie doppiatrici dell'anime, ed è stato condotto da Hiromi Konno (la voce di Akira Kogami) e Minoru Shiraishi. Un DVD del concerto è stato pubblicato il 25 dicembre 2009.